# 9322 Lindenau
9322 Lindenau è un asteroide della fascia principale. Scoperto nel 1989, presenta un'orbita caratterizzata da un semiasse maggiore pari a 3,1587523 UA e da un'eccentricità di 0,1738575, inclinata di 1,98596° rispetto all'eclittica.
L'asteroide è dedicato all'astronomo tedesco Bernhard von Lindenau.